# Song Ligang
Song Ligang (宋力剛T, 宋力刚S, Sòng LìgāngP; 8 giugno 1967) è un ex cestista cinese.

## Carriera
Con la Cina ha preso parte ai Giochi di Seul 1988 e Barcellona 1992, oltre ai Mondiali 1990.
È stato il portabandiera della Cina ai Giochi della XXV Olimpiade di Barcellona.